# Georges Bureau
Pour les articles homonymes, voir Bureau.
Georges Bureau, né le 31 janvier 1870 à Paris où il est mort le 17 décembre 1940, est un homme politique français, membre de l'Alliance démocratique.

## Biographie

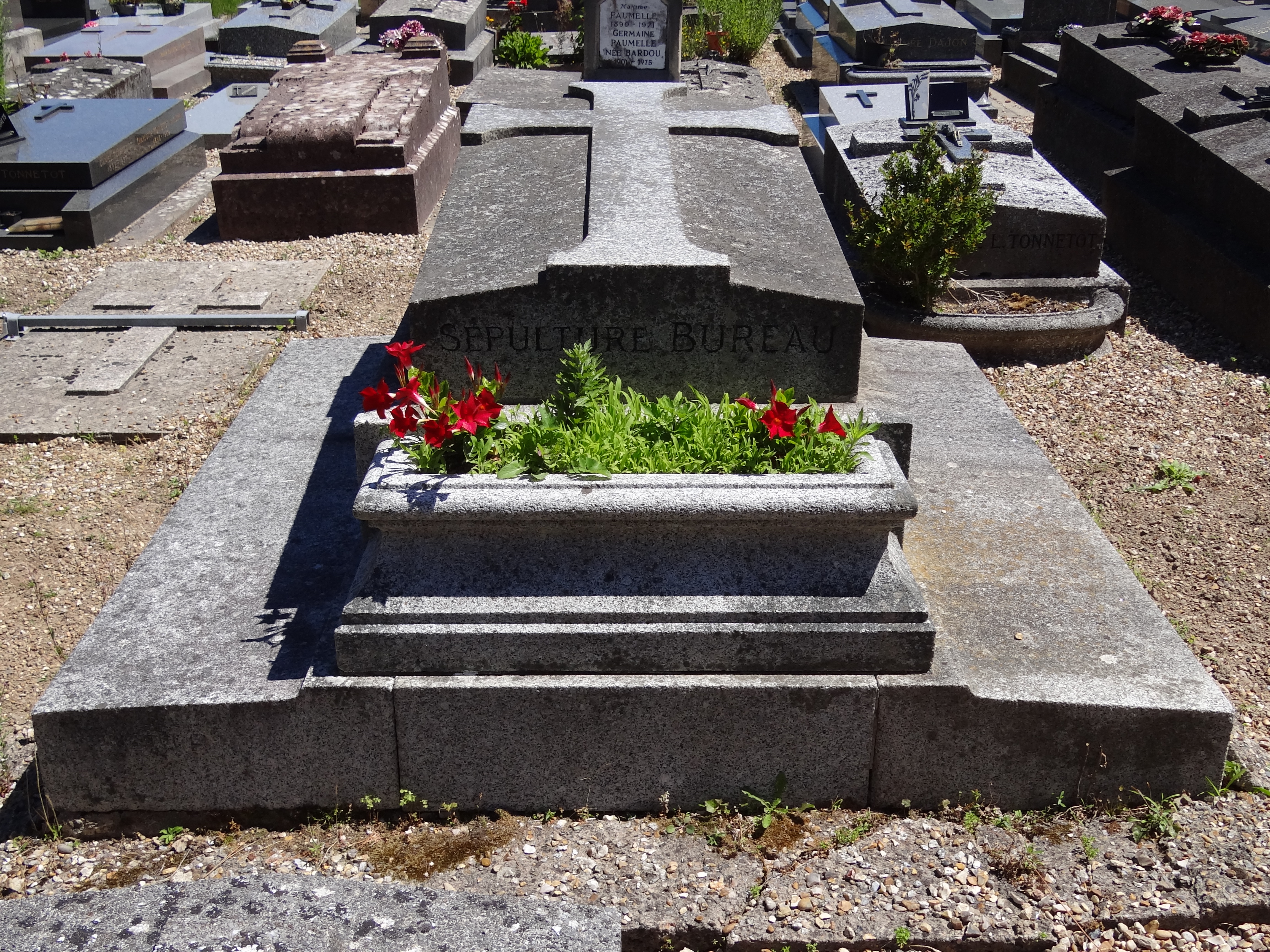
La tombe de Georges Bureau au cimetière d'Étretat (Seine-Maritime).

### Années 1870 à 1910
Petit-fils d'Allyre Bureau, polytechnicien, officier d'artillerie, démissionnaire de l'armée, élève du Conservatoire, professeur de musique, musicien et enfin écrivain politique et journaliste, Georges Bureau, fils d'un ingénieur, fait ses études secondaires au lycée Condorcet puis au lycée d'Alger. Il passe sa licence en droit à Alger et son doctorat à Paris. Inscrit au barreau de la capitale en 1892, il plaide des affaires civiles et souvent des divorces et devient avocat du Gil Blas. Membre de la Commission de gestion des caisses de retraites de l'Opéra et de l'Opéra-Comique, il est chargé en 1899 des cours de législation théâtrale au Conservatoire national. Dès ce moment, il se spécialise dans les affaires de théâtre. Il plaidera pour Huguenet, Jane Hading, Alice Bonheur, Max Dearly, Jeanne Granier, Polin, Maurice Maeterlinck, Pierre Decourcelle, Francis de Croisset, Tristan Bernard… Il est parmi les fondateurs de l'œuvre des « Trente ans de théâtre », en est nommé secrétaire et en est le conférencier attitré.
Féru d'escrime, il préside la société d'entraînement à l'escrime et au pistolet, est membre d'honneur de l'Académie d'épée de Paris, membre des comités de la société d'encouragement de l'escrime et de celle d'escrime à l'épée, de Paris. Attiré par la politique, il se présente aux élections générales législatives des 27 avril et 11 mai 1906 dans la 3e circonscription du Havre, mais subit un échec. 

### Vie politique: de 1910 à 1940
Il est plus heureux aux élections générales des 24 avril et 8 mai 1910. Il est élu député de cette même circonscription au deuxième tour de scrutin, par 8864 voix contre 8297 à M. Bettencourt. Il conservera désormais son siège jusqu'à sa mort, soit pendant 30 années.
Il est en effet réélu le 24 avril 1914, au premier tout de scrutin, par 9282 voix contre 7227 à M. Gaillard. Aux élections générales du 16 novembre 1919, il occupe la troisième place sur la liste d'Union nationale républicaine qui est élue tout entière. Il obtient personnellement 96237 voix sur 148940 votants. À celles du 11 mai 1924, il est inscrit au deuxième rang, sur la liste d'Union républicaine qui a sept élus. Il recueille 68194 suffrages sur 178163 votants.
Il retrouve sa troisième circonscription du Havre aux élections générales du 22 avril 1928 qui marquent le retour au scrutin uninominal. Il emporte le siège au premier tour de scrutin, par 13932 voix contre 4653 à M. de Jouvenel. Il obtient le même succès à celles du 1er mai 1932, toujours au premier tour, par 12751 voix contre 8981 à Raymond Lindon. Enfin, à celles des 26 avril et 3 mai 1936, il est réélu, au deuxième tour, par 12803 voix contre 10821 à M. Lindon.
Il s'inscrit tour à tour au groupe de la gauche démocratique (1910 à 1919), à celui des républicains de gauche (1919 à 1936), et à celui de l'alliance des républicains de gauche et des radicaux indépendants (1936), et appartient à la Commission du commerce et de l'industrie, à celle de l'armée (1910) ; à celle des douanes, à celle du commerce et de l'industrie, à celle des mines, à celle de la marine de guerre (1914) ; à celles des finances, des comptes définitifs et des économies (1919) ; à celles des finances et des pensions (1924) ; à celle des finances (1928), à celles des affaires étrangères et de la marine marchande (1932) ; à celles de la marine marchande et des postes, télégraphes et téléphones (1936). Il prend d'emblée une part très active aux travaux du Parlement, tant à la tribune que par la voie de dépôt de propositions de loi.
La guerre l'appelle dès le mois d'août 1914. Capitaine au 43e régiment d'artillerie, il participe à la campagne de Belgique, à la bataille de la Marne, et commande un détachement dans la région d'Arras.
Il est rappelé à Paris le 13 mars 1915 par Viviani qui lui confie le portefeuille de sous-secrétaire d'État à la marine marchande dans son deuxième Cabinet formé le 26 août 1914. Mais ce Ministère doit démissionner le 29 octobre 1915 pour faire place au cinquième Cabinet Briand. Georges Bureau reprend alors l'uniforme et sert dans la section technique de l'aéronautique jusqu'à la fin de la guerre. Il est fait chevalier de la Légion d'honneur le 4 février 1917, cité à l'ordre du jour et décoré de la croix de guerre.

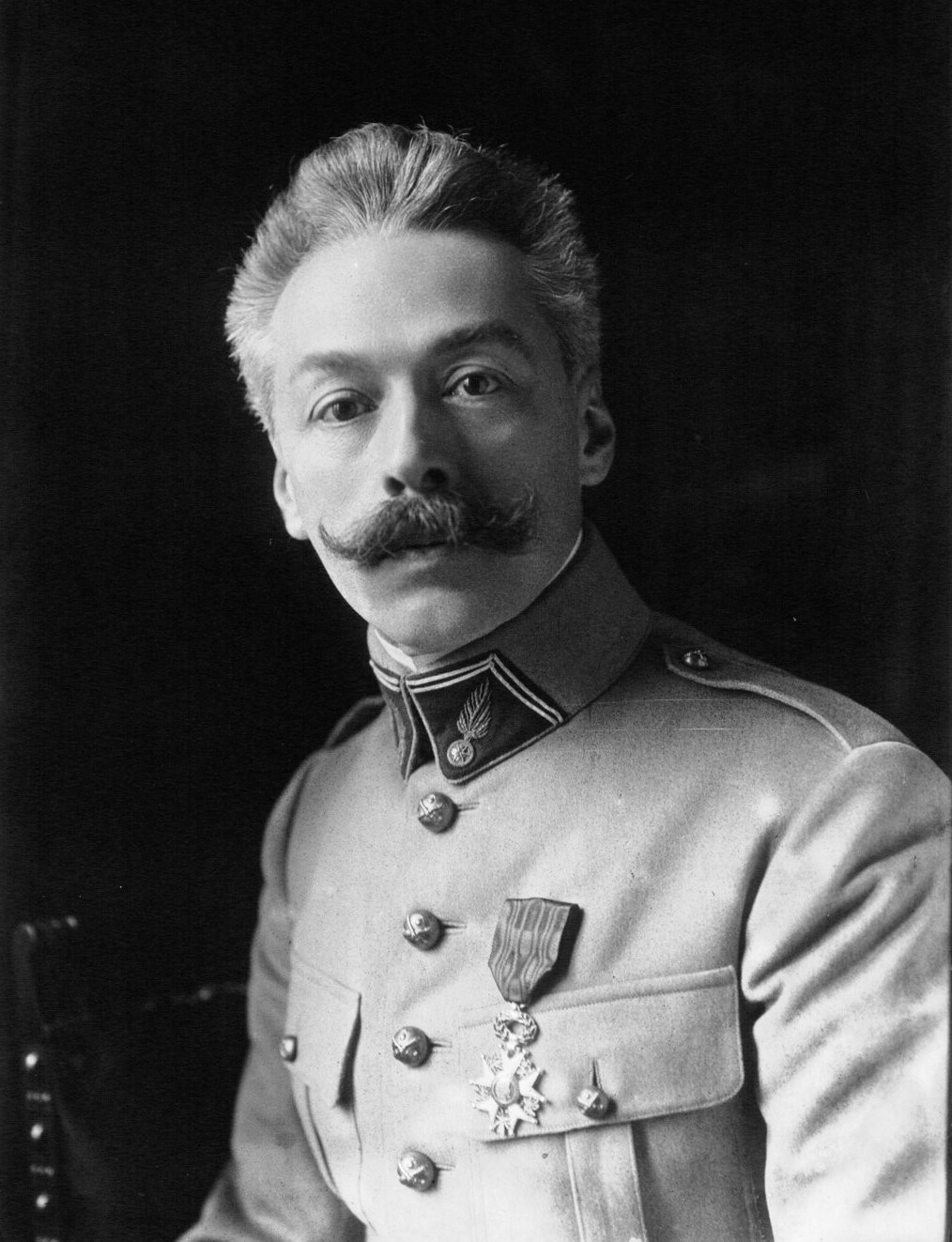
Georges Bureau en 1917 en uniforme de capitaine avec sa Légion d'honneur.

Il ne regagne son banc de député qu'après les hostilités et participe aux débats avec la même ardeur. Il s'intéressa tout particulièrement aux questions scolaires, aux affaires algériennes et tunisiennes, il demanda l'organisation du crédit mutuel, le développement des constructions navales, et proposa de retirer aux tribunaux et aux juges d'assises, le droit d'accorder les circonstances atténuantes aux accusés majeurs ayant des complices mineurs. Il déposa en outre de multiples propositions de loi ayant un intérêt local.
En 1932, il succède à Paul Bignon à la présidence du conseil général de la Seine-Inférieure.
Le 10 juillet 1940, à Vichy, il s'abstint volontairement dans le vote de la loi accordant les pouvoirs constituants au maréchal Pétain.

### Mort
Il meurt  à Paris, quelques mois plus tard le 17 décembre 1940, âgé de 70 ans. Ses obsèques eurent lieu à Étretat le 21 décembre au milieu d'une grande assistance suivi de son inhumation dans le caveau de famille au cimetière d'Étretat. Il avait été élu en 1919, conseiller général de la Seine-Inférieure pour le canton de Bolbec.

### Journaliste et écrivain
Il écrivit des articles dans le Gil Blas, collabora au Répertoire de droit administratif et publia deux ouvrages : Le théâtre et sa législation et Les maris de Colette (recueil de nouvelles). 

### Honneurs
Il était officier d'académie.

## Distinctions
- Officier d'académie
- Chevalier de la Légion d'honneur (1917)
- Croix de guerre 1914–1918

## Carrière
- Député de la Seine-Maritime de 1910 à 1940
- Conseiller général de la Seine-Maritime de 1919 à 1940.
- Sous-secrétaire d'État à la Marine marchande du 13 mars au 29 octobre 1915 dans le gouvernement René Viviani (2)